# 迪布羅瓦 (博霍羅恰內市鎮)

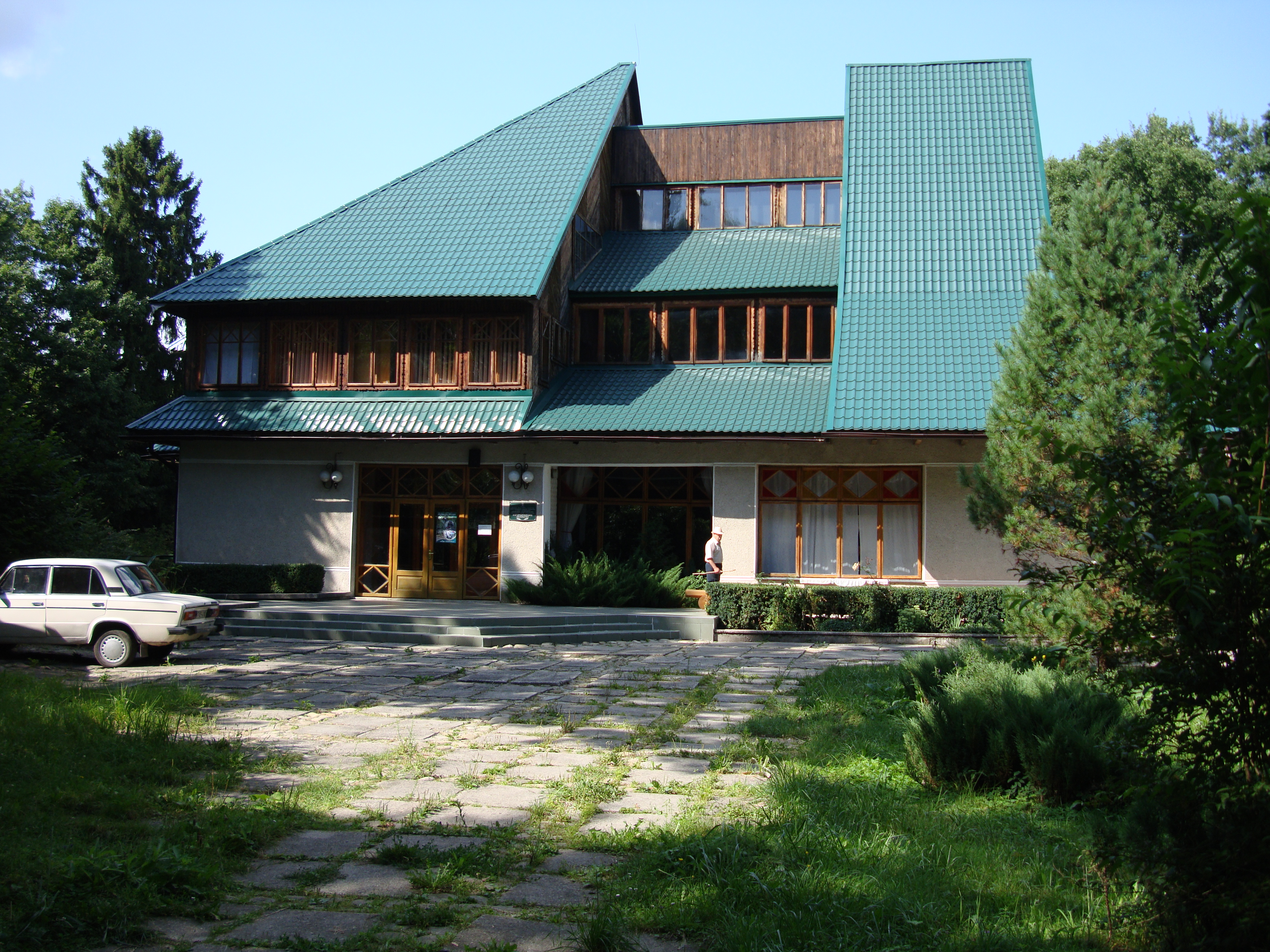

迪布羅瓦（烏克蘭語：Діброва），是烏克蘭的村落，位於該國西部伊萬諾-弗蘭科夫斯克州，由伊万诺-弗兰科夫斯克区博霍羅恰內市鎮負責管轄，面積3平方公里，2025年人口210，人口密度每平方公里80人。